# Loding Tamakhani
Loding Tamakhani – gaun wikas samiti we wschodniej części Nepalu w strefie Sagarmatha w dystrykcie Solukhumbu. Według nepalskiego spisu powszechnego z 2001 roku liczył on 237 gospodarstw domowych i 1157 mieszkańców (627 kobiet i 530 mężczyzn).